# 英真なおき
英真 なおき（えま なおき、9月27日 - ）は、宝塚歌劇団専科に所属する男役。劇団理事。元星組組長。
兵庫県宝塚市、市立宝梅中学校出身。身長165cm。愛称は「じゅんこ」。

## 来歴
1980年、宝塚音楽学校入学。
1982年、音楽学校卒業後、宝塚歌劇団に68期生として入団。入団時の成績は4番。花組公演「春の踊り／アルカディアよ永遠に」で初舞台。その後、星組に配属。
キレのいいダンスと幅広い芸域が魅力の男役として活躍し、1996年12月17日付で星組副組長に就任。
2000年10月1日付で星組組長に就任。
2012年2月6日付で専科へ異動となる。
2019年6月1日付で劇団理事に就任。現役生徒の理事就任は、春日野八千代・松本悠里・轟悠らに続き7人目となった。
専科異動後は、慈愛に満ちた人物から悪役、高位の人間から市井の庶民まで、老若男女問わずに幅広い役柄を演じ分ける存在として、各組に特別出演を続けている。

## 主な舞台

### 初舞台
- 1982年3 - 5月、花組『春の踊り』『アルカディアよ永遠に』（宝塚大劇場のみ）[5]

### 星組時代
- 1982年6 - 8月、『エーゲ海のブルース』『ザ・ストーム』（宝塚大劇場のみ）
- 1983年1 - 2月、『こぶし咲く春』『ラブ・コネクション』（宝塚大劇場のみ）
- 1983年4月、『オルフェウスの窓』（東京宝塚劇場）
- 1983年6 - 8月、『オルフェウスの窓』（宝塚大劇場） - 新人公演：アドルフ（本役：光城ひろみ）
- 1983年11月、『アルジェの男』『ザ・ストーム』（東京宝塚劇場のみ）
- 1984年1 - 2月、『祝いまんだら』『プラスワン』（宝塚大劇場）
- 1984年4月、『春の踊り-祝いまんだら-』『プラスワン』（東京宝塚劇場）
- 1984年6 - 8月、『我が愛は山の彼方に』『ラブ・エキスプレス』（宝塚大劇場）
- 1984年9月、『回転木馬』（バウホール）
- 1984年11月、『我が愛は山の彼方に』『ラブ・エキスプレス』（東京宝塚劇場）
- 1985年2 - 3月、『哀しみのコルドバ』 - 新人公演：マノレッテ（本役：あづみれいか）『ルミエール』（宝塚大劇場）
- 1985年4 - 5月、『我が愛は山の彼方に』『ラブ・エキスプレス』（全国ツアー）
- 1985年6月、『哀しみのコルドバ』 - 新人公演：マノレッテ（本役：あづみれいか）『ルミエール』（東京宝塚劇場）
- 1985年8 - 9月、『西海に花散れど』 - 新人公演：平師盛（本役：隼れん）『ザ・レビューIII』（宝塚大劇場）
- 1985年10 - 11月、『カール・ハインリッヒの青春』（バウホール）
- 1985年12月、『西海に花散れど』 - 新人公演：平師盛（本役：隼れん）『ザ・レビューIII』（東京宝塚劇場）
- 1986年2月、『パペット』（バウホール）
- 1986年3 - 5月、『レビュー交響楽』（宝塚大劇場） - 新人公演：トニー・バーク（本役：紫苑ゆう）
- 1986年5 - 6月、『愛のカンタータ』（バウホール）
- 1986年7月、『レビュー交響楽』（東京宝塚劇場） - 新人公演：トニー・バーク（本役：紫苑ゆう）
- 1986年8月、『愛のカンタータ』（愛知文化講堂）
- 1986年9 - 11月、『華麗なるファンタジア』『ブギ・ウギ・フォーリーズ』（宝塚大劇場のみ）
- 1987年1 - 2月、『紫子』 - 新人公演：逸見小次郎（本役：三城礼）『ジュビリー・タイム!』（宝塚大劇場）
- 1987年2 - 3月、『蒼いくちづけ』（バウホール） - ピーター／ザザ
- 1987年4月、『紫子』 - 新人公演：逸見小次郎（本役：三城礼）『ジュビリー・タイム!』（東京宝塚劇場）
- 1987年5月、『WHAT'S THE TITLE…!』（ゆうぽうと簡易保険ホール）
- 1987年6 - 8月、『別離の肖像』（宝塚大劇場）
- 1987年8月、『WHAT'S THE TITLE…!』（バウホール）
- 1987年9月、『紫子』 - 竹千代『ジュビリー・タイム!』（全国ツアー）
- 1987年10月、『蒼いくちづけ』（日本青年館） - ピーター／ザザ
- 1987年11月、『別離の肖像』（東京宝塚劇場）
- 1988年1月、『ハッピー・ドリーミング』（バウホール）
- 1988年2 - 3月、『炎のボレロ』 - 新人公演：ファノ（本役：あづみれいか）『Too Hot!』（宝塚大劇場）
- 1988年4 - 5月、『華麗なるファンタジア』『タカラヅカ・フォーリーズ』（全国ツアー）
- 1988年6月、『炎のボレロ』 - 新人公演：ファノ（本役：あづみれいか）『Too Hot!』（東京宝塚劇場）
- 1988年8 - 9月、『戦争と平和』（宝塚大劇場）
- 1988年10 - 11月、『華麗なるファンタジア』『タカラヅカ・フォーリーズ』（全国ツアー）
- 1988年12月、『戦争と平和』（東京宝塚劇場）
- 1989年2月、『戦争と平和』（中日劇場）
- 1989年3 - 5月、『春の踊り』『ディガ・ディガ・ドゥ』 - 代役：カイ・キッド（本役：大輝ゆう）[注釈 1]（宝塚大劇場）
- 1989年7月、『恋の花歌舞伎』『ディガ・ディガ・ドゥ』（東京宝塚劇場）
- 1989年10月、ニューヨーク公演『TAKARAZUKA』（ラジオシティ・ミュージックホール）[10]
- 1989年11 - 12月、月組・星組『シャンテ・シャンテ・シャンテ』（バウホール）
- 1990年1月、『太陽に背を向けて』（バウホール） - ベンソン警部
- 1990年3 - 4月、『ベルサイユのばら-フェルゼンとマリー・アントワネット編-』（東京宝塚劇場のみ）
- 1990年5 - 8月、『メイフラワー』『宝塚レビュー'90』
- 1990年9月、『シティライト・メロディ』（バウホール） - チャーリー
- 1990年11 - 12月、『アポロンの迷宮』 - ルネ『ジーザス・ディアマンテ』（宝塚大劇場）
- 1991年2月、『誓いの首飾り』（ゆうぽうと簡易保険ホール） - デーンホフ
- 1991年3月、『アポロンの迷宮』 - ルネ『ジーザス・ディアマンテ』（東京宝塚劇場）
- 1991年5 - 8月、『恋人たちの肖像』『ナルシス・ノアール』
- 1991年9月、『グランサッソの百合』（バウホール） - パオロ・ペトラッシ
- 1991年11 - 12月、『紫禁城の落日』（宝塚大劇場）
- 1992年1 - 2月、『FANTASTIC"N"』（バウホール） - 30sシンガー（男）／コーラス／ショーファー
- 1992年3月、『紫禁城の落日』（東京宝塚劇場）
- 1992年5 - 8月、『白夜伝説』 - セルガー『ワンナイト・ミラージュ』
- 1992年11月、ニューヨーク公演『TAKARAZUKA“夢”』（ジョイスシアター）[11]
- 1993年1 - 2月、『宝寿頌』『PARFUM DE PARIS』（宝塚大劇場）
- 1993年2 - 3月、『サタディナイト・ロマンス』（バウホール）
- 1993年4月、『宝寿頌』『PARFUM DE PARIS』（東京宝塚劇場）
- 1993年6 - 8月、『うたかたの恋』 - フェルディナンド大公『パパラギ』（宝塚大劇場）
- 1993年9 - 10月、『秋…冬への前奏曲』 - アドロン『ワンナイト・ミラージュ』（全国ツアー）
- 1993年11月、『うたかたの恋』 - フェルディナンド大公『パパラギ』（東京宝塚劇場）
- 1993年12 - 1994年1月、『ラ・トルメンタ』（バウホール） - フラスキータ
- 1994年2 - 3月、『若き日の唄は忘れじ』 - 武部春樹『ジャンプ・オリエント!』（宝塚大劇場）[6]
- 1994年4 - 5月、『うたかたの恋』 - フェルディナンド大公『パパラギ』（全国ツアー）
- 1994年6月、『若き日の唄は忘れじ』 - 武部春樹『ジャンプ・オリエント!』（東京宝塚劇場）[6]
- 1994年8 - 9月、『カサノヴァ・夢のかたみ』 - アナベル『ラ・カンタータ!』（宝塚大劇場）
- 1994年10 - 11月、『Shion-愛の祈り-』（バウホール・日本青年館） - 聖マルグリット／エマーリオ
- 1994年12月、『カサノヴァ・夢のかたみ』 - アナベル『ラ・カンタータ!』（東京宝塚劇場）
- 1995年2月、『若き日の唄は忘れじ』 - 武部春樹『ジャンプ・オリエント!』（中日劇場）[6]
- 1995年3 - 5月、『国境のない地図』（宝塚大劇場） - テオ
- 1995年5 - 6月、『殉情』（バウホール） - 安左衛門
- 1995年7月、『国境のない地図』（東京宝塚劇場） - テオ
- 1995年9 - 11月、『剣と恋と虹と』 - ル・ブレー『ジュビレーション!』（宝塚大劇場）
- 1996年1 - 2月、『殉情』（日本青年館） - 安左衛門
- 1996年3月、『剣と恋と虹と』 - ル・ブレー『ジュビレーション!』（東京宝塚劇場）
- 1996年5 - 6月、『二人だけが悪』 - ブルース『パッション・ブルー』（宝塚大劇場）
- 1996年6 - 7月、『剣と恋と虹と』 - ル・ブレー『ジュビレーション!』（全国ツアー）
- 1996年8月、『二人だけが悪』 - ブルース『パッション・ブルー』（東京宝塚劇場）
- 1996年11 - 12月、『エリザベート』（宝塚大劇場） - ルドヴィカ公爵夫人
- 1997年1 - 2月、『武蔵野の露と消ゆとも』（バウホール・日本青年館） - 桂小五郎
- 1997年3月、『エリザベート』（東京宝塚劇場） - ルドヴィカ公爵夫人
- 1997年5 - 8月、『誠の群像』 - 山崎蒸『魅惑II』
- 1997年9月、『Elegy 哀歌』（バウホール） - ディナス
- 1997年11 - 12月、『ダル・レークの恋』（宝塚大劇場） - ジャスビル
- 1998年1月、『Elegy 哀歌』（日本青年館） - ディナス
- 1998年3月、『ダル・レークの恋』（帝国劇場） - ジャスビル
- 1998年4 - 5月、『ダル・レークの恋』（全国ツアー） - ジャスビル
- 1998年6 - 8月、『皇帝』 - コルプロ『ヘミングウェイ・レビュー』（宝塚大劇場）
- 1998年8 - 9月、『イコンの誘惑』（バウホール・日本青年館） - オリガ
- 1998年10 - 11月、『皇帝』 - コルプロ『ヘミングウェイ・レビュー』（1000days劇場）
- 1999年2 - 6月、『WEST SIDE STORY』 - シュランク警部補
- 1999年8月、『夢・シェイクスピア-夏の夜の夢-』（バウホール） - マヌエラ
- 1999年10 - 11月、『我が愛は山の彼方に』 - 竜淵『グレート・センチュリー』（宝塚大劇場）
- 1999年12月、『夢・シェイクスピア-夏の夜の夢-』（日本青年館） - マヌエラ
- 2000年1 - 2月、『我が愛は山の彼方に』 - 竜淵『グレート・センチュリー』（1000days劇場）
- 2000年3月、『Love Insurance』（ドラマシティ） - ラス／バーソロミュー
- 2000年5 - 6月、『黄金のファラオ』 - ケナメン『美麗猫（ミラキャット）』（宝塚大劇場）
- 2000年7 - 8月、『Love Insurance』（赤坂ACTシアター） - ラス／バーソロミュー
- 2000年8 - 9月、『黄金のファラオ』 - ケナメン『美麗猫（ミラキャット）』（1000days劇場）
- 2000年10 - 11月、『花吹雪 恋吹雪』（バウホール・日本青年館） - 杉谷善次
- 2001年1 - 2月、『花の業平』 - 藤原良相『夢は世界を翔けめぐる』（宝塚大劇場）
- 2001年3 - 5月、『ベルサイユのばら2001-オスカルとアンドレ編-』（東京宝塚劇場） - プロバンス伯爵
- 2001年6 - 7月、『風と共に去りぬ』（全国ツアー） - マミー
- 2001年8 - 10月、『ベルサイユのばら2001-オスカルとアンドレ編-』（宝塚大劇場） - プロバンス伯爵
- 2001年11 - 12月、『花の業平』 - 藤原良相『サザンクロス・レビューII』（東京宝塚劇場）
- 2002年2月、『花の業平』 - 藤原良相『サザンクロス・レビューII』（中日劇場）
- 2002年4 - 8月、『プラハの春』 - シュテンツェル『LUCKY STAR!』
- 2002年9 - 10月、第2回中国ツアー公演『蝶・恋（ディエ・リエン）』『サザンクロス・レビュー・イン・チャイナ』（上海・北京・広州）[12]
- 2002年11 - 12月、『ガラスの風景』 - スペンサー・シモンズ『バビロン』（宝塚大劇場）
- 2003年1月、『恋天狗』 - 医者竹庵『おーい春風さん』 - 虚無僧／親方（バウホール）
- 2003年2 - 3月、『ガラスの風景』 - スペンサー・シモンズ『バビロン』（東京宝塚劇場）
- 2003年4 - 5月、『蝶・恋（ディエ・リエン）』 - 良清『サザンクロス・レビューIII』（全国ツアー）
- 2003年7 - 11月、『王家に捧ぐ歌』 - ネセル
- 2003年12月、『巌流-散りゆきし花の舞-』（バウホール・日本青年館） - 鐘巻自斎
- 2004年2 - 6月、『1914／愛』 - アナトール『タカラヅカ絢爛』
- 2004年8月、『花舞う長安』 - 仙人『ロマンチカ宝塚'04』（博多座）
- 2004年10 - 12月、『花舞う長安』 - 仙人『ロマンチカ宝塚'04』
- 2005年2月、『王家に捧ぐ歌』（中日劇場） - ネセル
- 2005年5 - 8月、『長崎しぐれ坂』 - 水牛『ソウル・オブ・シバ!!』
- 2005年9 - 11月、『ベルサイユのばら』 - グスタフIII世『ソウル・オブ・シバ!!』（全国ツアー・韓国）[12]
- 2006年1 - 4月、『ベルサイユのばら-フェルゼンとマリー・アントワネット編-』 - ルイ16世
- 2006年6月、『コパカバーナ』（梅田芸術劇場） - グラディス・マーフィー[6]
- 2006年8 - 11月、『愛するには短すぎる』 - エドワード・スノードン『ネオ・ダンディズム!』
- 2007年1月、『Hallelujah GO!GO!』（バウホール） - カルロス／DJ
- 2007年3 - 7月、『さくら』『シークレット・ハンター』 - ダゴベールの母／ダゴベールの父
- 2007年8月、『シークレット・ハンター』 - ダゴベールの母／ダゴベールの父『ネオ・ダンディズム!II』（博多座）
- 2007年11 - 2008年2月、『エル・アルコン-鷹-』 - グレゴリー・ベネディクト／サンタクルス提督『レビュー・オルキス-蘭の星-』[6]
- 2008年3 - 4月、『赤と黒-原作 スタンダール-』（ドラマシティ・日本青年館・愛知厚生年金会館） - シェラン司祭
- 2008年6 - 10月、『THE SCARLET PIMPERNEL（スカーレット ピンパーネル）』 - プリンス・オブ・ウェールズ／サン・シール侯爵
- 2009年2 - 4月、『My dear New Orleans（マイ ディア ニュー オリンズ）』 - エマ『ア ビヤント』
- 2009年6 - 9月、『太王四神記 Ver.II』 - ソスリム王／ヒョンゴ
- 2009年10 - 11月、『再会』 - クードレイ『ソウル・オブ・シバ!!』（全国ツアー）
- 2010年1 - 3月、『ハプスブルクの宝剣』 - モシェ・ロートシルト『BOLERO』
- 2010年4 - 5月、『激情』 - ダンカイレ『BOLERO』（全国ツアー）
- 2010年7 - 8月、『ロミオとジュリエット』（梅田芸術劇場・博多座） - ロレンス神父
- 2010年10 - 12月、『宝塚花の踊り絵巻』『愛と青春の旅だち』 - バイロン
- 2011年2月、『愛するには短すぎる』 - エドワード・スノードン『ル・ポァゾン 愛の媚薬II』（中日劇場）
- 2011年4 - 7月、『ノバ・ボサ・ノバ』 - シスター・マーマ『めぐり会いは再び』 - オルゴン伯爵
- 2011年8 - 9月、『ノバ・ボサ・ノバ』 - シスター・マーマ『めぐり会いは再び』 - オルゴン伯爵（博多座・中日劇場）
- 2011年11 - 2012年2月、『オーシャンズ11』 - ニック・スタイン／リカルド

### 専科時代
- 2012年3月、星組『天使のはしご』（日本青年館・バウホール） - ベネット夫人
- 2012年6 - 9月、月組『ロミオとジュリエット』 - ロレンス神父
- 2012年11 - 2013年2月、星組『めぐり会いは再び 2nd〜Star Bride〜』 - オルゴン伯爵『Étoile de TAKARAZUKA（エトワール ド タカラヅカ）』 - リブラ（シャントゥール）
- 2013年3 - 4月、星組『南太平洋』（ドラマシティ・日本青年館） - ブラッディ・メリー
- 2013年5 - 8月、星組『ロミオとジュリエット』 - ロレンス神父
- 2013年10月、専科『第二章』（バウホール） - レオ・シュナイダー
- 2014年1 - 3月、星組『眠らない男・ナポレオン-愛と栄光の涯（はて）に-』 - グランマルモン
- 2014年5月、専科『第二章』（日本青年館） - レオ・シュナイダー
- 2014年6月、花組『ベルサイユのばら-フェルゼンとマリー・アントワネット編-』（中日劇場） - メルシー伯爵
- 2014年8 - 9月、宙組『ベルサイユのばら-フェルゼンとマリー・アントワネット編-』（全国ツアー） - メルシー伯爵
- 2015年2 - 5月、星組『黒豹（くろひょう）の如（ごと）く』 - アロンソ・デ・バンデラス侯爵
- 2015年7 - 10月、雪組『星逢一夜（ほしあいひとよ）』 - 徳川吉宗『La Esmeralda（ラ エスメラルダ）』
- 2015年11月、雪組『銀二貫』（バウホール） - 善次郎
- 2016年2 - 3月、花組『For the people-リンカーン 自由を求めた男-』（ドラマシティ・KAAT神奈川芸術劇場） - ロバート・エドワード・リー／裁判長
- 2016年6 - 7月、雪組『ドン・ジュアン』（KAAT神奈川芸術劇場・ドラマシティ） - ドン・ルイ・テノリオ
- 2016年9月、花組『アイラブアインシュタイン』（バウホール） - ヨーゼフ／レオ
- 2016年11 - 2017年2月、花組『金色（こんじき）の砂漠』 - 奴隷ピピ
- 2017年3 - 6月、星組『THE SCARLET PIMPERNEL（スカーレット ピンパーネル）』 - プリンス・オブ・ウェールズ
- 2017年10月、花組『はいからさんが通る』（ドラマシティ・日本青年館） - 伊集院伯爵
- 2018年1月、宙組『WEST SIDE STORY』（東京国際フォーラム） - ドク
- 2018年3 - 4月、雪組『義経妖狐夢幻桜（よしつねようこむげんざくら）』（バウホール） - ホウオウ
- 2018年7 - 8月、宙組『WEST SIDE STORY』（梅田芸術劇場） - ドク
- 2019年1 - 3月、星組『霧深きエルベのほとり』 - ヴェロニカ
- 2019年7 - 8月、月組『ON THE TOWN（オン・ザ・タウン）』（梅田芸術劇場） - ピットキン・ブリッジワーク
- 2019年11 - 2020年2月、宙組『El Japón（エル ハポン）-イスパニアのサムライ-』 - ドン・フェルディナンド『アクアヴィーテ（aquavitae）!!』
- 2020年7 - 11月、花組『はいからさんが通る』 - 伊集院伯爵
- 2021年2 - 5月、星組『ロミオとジュリエット』 - ロレンス神父[9]
- 2022年7 - 10月、月組『グレート・ギャツビー』 - ヘンリー・C・ギャッツ／運転手
- 2023年3 - 4月、星組『Le Rouge et le Noir〜赤と黒〜』（ドラマシティ・日本青年館） - ラ・モール侯爵
- 2023年6月、月組『DEATH TAKES A HOLIDAY』（東急シアターオーブ） - ダリオ・アルビオーネ男爵
- 2023年9月、宙組『PAGAD（パガド）』（宝塚大劇場のみ） - ドクトル・メスマー
- 2024年7 - 8月、花組『ドン・ジュアン』（御園座） - ドン・ルイ・テノリオ
- 2025年3 - 4月、花組『儚き星の照らす海の果てに』（バウホール） - ウィリアム・ジェームズ・ピリー
- 2025年8月、雪組『ステップ・バイ・ミー』（宝塚バウホール） - ライアン教授

## 出演イベント
- 1990年7月、第9回バウ・コンサート『満漢全席（フルコース）』
- 1990年10月、第31回『宝塚舞踊会』
- 1992年2月、日向薫ディナーショー『Here and Now!』
- 1994年5月、TMPスペシャル『夢まつり宝塚'94』
- 1997年7月、宝塚巴里祭『Paris a lamode』
- 1998年12月、『レビュースペシャル'98』
- 1999年12月、『レビュースペシャル'99』
- 2000年1月、『逸翁デー『タカラヅカ・ホームカミング』
- 2001年1月、逸翁デー・スペシャル『タカラヅカ・ホームカミング』
- 2001年3月、『ベルサイユのばら2001』前夜祭
- 2001年9月、『ベルサイユのばら メモランダム』
- 2001年9月、『レビュー記念日』
- 2005年6月、『ゴールデン・ステップス』
- 2005年12月、『花の道 夢の道 永遠の道』
- 2006年11月、『夢のメモランダム』
- 2007年1月、『清く正しく美しく』
- 2008年12月、第7回『イゾラベッラ サロンコンサート』 主演
- 2014年4月、宝塚歌劇100周年 夢の祭典『時を奏でるスミレの花たち』

## 受賞歴
- 1992年、『宝塚歌劇団年度賞』 - 1991年度努力賞[13]
- 2014年、『阪急すみれ会パンジー賞』 - 助演賞[14]